# 佩魯瓦蘇洞國家公園
佩魯瓦蘇洞國家公園（葡萄牙語：Parque Nacional Cavernas do Peruaçu）是巴西的國家公園，位於該國東南部米納斯吉拉斯州，成立於1999年9月21日，佔地56.4萬公頃，覆蓋雅努阿里亞、伊塔卡蘭比和聖若昂-達斯米松伊斯地區。